# Rysk drakblomma
Rysk drakblomma (Dracocephalum thymiflorum) är en kransblommig växtart som beskrevs av Carl von Linné. Enligt Catalogue of Life ingår Rysk drakblomma i släktet drakblommor och familjen kransblommiga, men enligt Dyntaxa är tillhörigheten istället släktet drakblommor och familjen kransblommiga. Enligt den svenska rödlistan är arten starkt hotad i Sverige. Arten förekommer i Nedre Norrland samt tillfälligtvis även i Götaland, Gotland, Öland, Svealand och Övre Norrland. Artens livsmiljö är jordbrukslandskap. Inga underarter finns listade i Catalogue of Life.